# ماكوتو ميازاكي
ماكوتو ميازاكي (宮崎誠 ميازاكي ماكوتو) هو ملحن وعازف جيتار ياباني ولد في محافظة سايتاما.

## أعماله في الأنمي

### مسلسلات أنمي تلفزيونية
- دراغون كرايسس!
- تراياج X
- ون بنتش مان

## وصلات خارجية
- ماكوتو ميازاكي على موقع IMDb (الإنجليزية)
- ماكوتو ميازاكي على موقع ميوزك برينز (الإنجليزية)
- ماكوتو ميازاكي على موقع ديسكوغز (الإنجليزية)
- ماكوتو ميازاكي على موقع قاعدة بيانات الفيلم (الإنجليزية)
- ماكوتو ميازاكي على موقع ANN person (الإنجليزية)

- صفحة IMDb